# Eric Regan (Eishockeyspieler)
Eric Mackie Regan (* 20. Mai 1988 in Ajax, Ontario) ist ein ehemaliger kanadischer Eishockeyspieler mit südkoreanischer Staatsbürgerschaft, der im Verlauf seiner aktiven Karriere zwischen 2004 und 2020 unter anderem sieben Spielzeiten in der Asia League Ice Hockey (ALIH) verbracht hat. Darüber hinaus absolvierte der Verteidiger über 200 Spiele in der American Hockey League (AHL) sowie ECHL und war zwei Spielzeiten für die Hannover Scorpions in der Deutschen Eishockey Liga (DEL) aktiv.

## Karriere
Eric Regan begann seine aktive Laufbahn als Eishockeyspieler in der Saison 2004/05 bei den Erie Otters, die ihn zuvor bei der OHL Priority Selection 2004 in der dritten Runde als insgesamt 51. Spieler gedraftet hatten, in der Top-Juniorenliga Ontario Hockey League. Bereits in seiner Debütsaison wurde der Abwehrspieler ein fester Bestandteil des Teams und stand in insgesamt 67 Partien im Einsatz, in denen ihm vier Scorerpunkte gelangen. In der darauffolgenden Saison wechselte Regan innerhalb der Ontario Hockey League und schloss sich den Oshawa Generals an. In der Folgezeit verbesserte er seine Ausbeute an Punkten und trat vor allem als Vorlagengeber in Erscheinung, außerdem erhielt er auch mehr Strafminuten. Nachdem er von keinem Franchise gedraftet worden war, unterzeichnete der Defensivakteur im September 2008 zusammen mit dem Angreifer Maxime Macenauer einen auf drei Jahre befristeten Vertrag bei den Anaheim Ducks.
Die folgende Saison verbrachte er bei den Iowa Chops, dem damaligen Farmteam der Anaheim Ducks, in der American Hockey League und zählte beim Team aus Des Moines zu den Stammkräften. Nachdem die Mannschaft für die Saison 2009/10 vom Spielbetrieb ausgeschlossen wurde, stand Regan für den Großteil der Saison bei den Bakersfield Condors in der ECHL im Einsatz und wurde in das First All-Star-Team der Liga gewählt. In derselben Spielzeit absolvierte der Verteidiger zudem fünf Partien für die San Antonio Rampage in der American Hockey League, in denen er punktlos blieb. Die Saison 2010/11 begann er bei den Syracuse Crunch in der AHL, doch nach wenigen Einsätzen wurde er an die Elmira Jackals, ein weiteres Farmteam der Anaheim Ducks, in die ECHL abgegeben. Dort war er trotz einer negativen Plus/Minus-Bilanz ein wichtiger Leistungsträger und überzeugte wie im Vorjahr in Bakersfield abermals durch seine Offensivqualitäten. Regan, der viertbester Scorer der Jackals in der regulären Saison war, wurde im April 2011 als ECHL Defenseman of the Year ausgezeichnet. Zuvor war der Verteidiger bereits erneut ins First All-Star-Team der ECHL gewählt worden. 
Im Juni 2011 unterzeichnete Regan einen Einjahresvertrag bei den Hannover Scorpions aus der Deutschen Eishockey Liga. In der Saison 2011/12 konnte er für die Niedersachsen aufgrund einer mehrwöchigen Verletzungspause und einer Sperre von sechs Spielen nur 33 Partien bestreiten, in denen er 14 Scorerpunkte erzielte. Sein Vertrag bei den Hannover Scorpions wurde im Juni 2012 um ein Jahr verlängert. Nach dem Verkauf der DEL-Lizenz der Scorpions an die Schwenninger Wild Wings wurde dieser Kontrakt allerdings ungültig. Es folgte der Wechsel zu den Nippon Paper Cranes, einem Team aus Kushiro in Nordjapan. Dort spielte er ein Jahr in der Asia League Ice Hockey. Obwohl er mit den Cranes 2014 die Asia League gewinnen konnte, wechselte er nach nur einem Jahr Südkorea, wo er zunächst für High1 und ab 2015 fünf Jahre bei Anyang Halla spielte. Mit Anyang Halla gewann der Kanadier in den Jahren 2016, 2017 und 2018 drei weitere Ligatitel. In den Jahren 2015, 2016, 2017 und 2019 wurde er dabei jeweils in das First All-Star Team der Liga gewählt. 2015 war er mit 17 Treffern auch erfolgreichster Torschütze unter den Abwehrspielern der Liga.

### International
Anfang April 2016 wurde Regan gemeinsam mit Torhüter Matt Dalton nach Südkorea eingebürgert. Später im Monat gab er bei der Weltmeisterschaft 2016 in der Division I sein Debüt in der südkoreanischen Nationalmannschaft, mit der er auch 2017, als der erstmalige Aufstieg in die Top-Division gelang, in der Division I spielte. Zudem vertrat er Südkorea auch bei den Winter-Asienspielen 2017, wo das Team den zweiten Platz hinter Kasachstan belegte.

## Erfolge und Auszeichnungen
| - 2010 Teilnahme am ECHL All-Star Game - 2010 ECHL First All-Star-Team - 2011 ECHL Defenseman of the Year - 2011 ECHL First All-Star-Team - 2014 Asia-League-Ice-Hockey-Meisterschaft mit den Nippon Paper Cranes - 2015 ALIH First All-Star Team | - 2016 Asia-League-Ice-Hockey-Meisterschaft mit Anyang Halla - 2016 ALIH First All-Star Team - 2017 Asia-League-Ice-Hockey-Meisterschaft mit Anyang Halla - 2017 ALIH First All-Star Team - 2018 Asia-League-Ice-Hockey-Meisterschaft mit Anyang Halla - 2019 ALIH First All-Star Team |

### International
- 2017 Silbermedaille bei den Winter-Asienspielen
- 2017 Aufstieg in die Top-Division bei der Weltmeisterschaft der Division IA

## Karrierestatistik

### International
Vertrat Südkorea bei:
| - Weltmeisterschaft der Division IA 2016 - Winter-Asienspiele 2017 - Weltmeisterschaft der Division IA 2017 | - Olympischen Winterspielen 2018 - Weltmeisterschaft 2018 - Weltmeisterschaft der Division IA 2019 |

(Legende zur Spielerstatistik: Sp oder GP = absolvierte Spiele; T oder G = erzielte Tore; V oder A = erzielte Assists; Pkt oder Pts = erzielte Scorerpunkte; SM oder PIM = erhaltene Strafminuten; +/− = Plus/Minus-Bilanz; PP = erzielte Überzahltore; SH = erzielte Unterzahltore; GW = erzielte Siegtore; 1 Play-downs/Relegation; Kursiv: Statistik nicht vollständig)